# 후구동물
후구동물(後口動物)은 수정란의 배아 발생 시 원구가 항문이 되고 입이 따로 만들어지는 동물을 말한다. 반대로 원구가 입이 되는 동물을 선구동물이라고 한다.

## 분류
후구동물은 아래 네 문으로 분류된다.
- 척삭동물문(Chordata)
- 암불라크라리아(Ambulacraria)
  - 반삭동물문(Hemichordata)
  - 극피동물문(Echinodermata)
- 진무장동물문(Xenacoelomorpha)
  - 진와충동물문(Xenoturbella)
  - 무장동물문(Acoelomorpha)
- 고충동물문(Vetulicolia †)

척색동물과 반색동물은 아가미 틈을 가진다.